# Basilika von Sainte-Anne-de-Beaupré

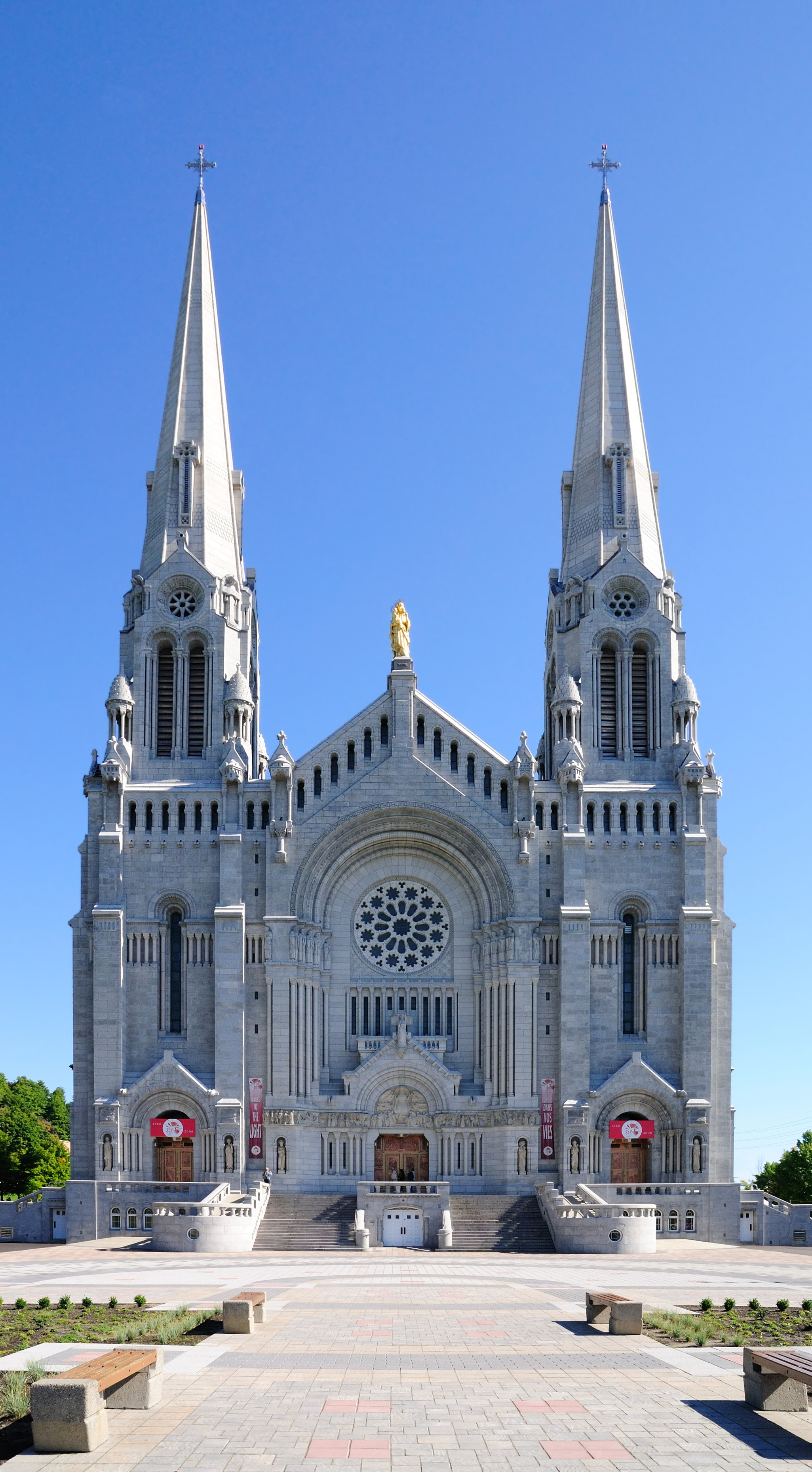
Basilique de Sainte-Anne-de-Beaupré

Die Basilique de Sainte-Anne-de-Beaupré ist eine rund 30 Kilometer nordöstlich der kanadischen Stadt Québec gelegene Basilika. Das römisch-katholische Gotteshaus in der Ortschaft Sainte-Anne-de-Beaupré am Ufer des Sankt-Lorenz-Stroms wird jährlich von rund 1,5 Millionen Pilgern besucht und gehört damit zu den bedeutendsten Wallfahrtsorten Nordamerikas. Die Basilika ist zudem ein Nationalheiligtum von Kanada.

## Geschichte

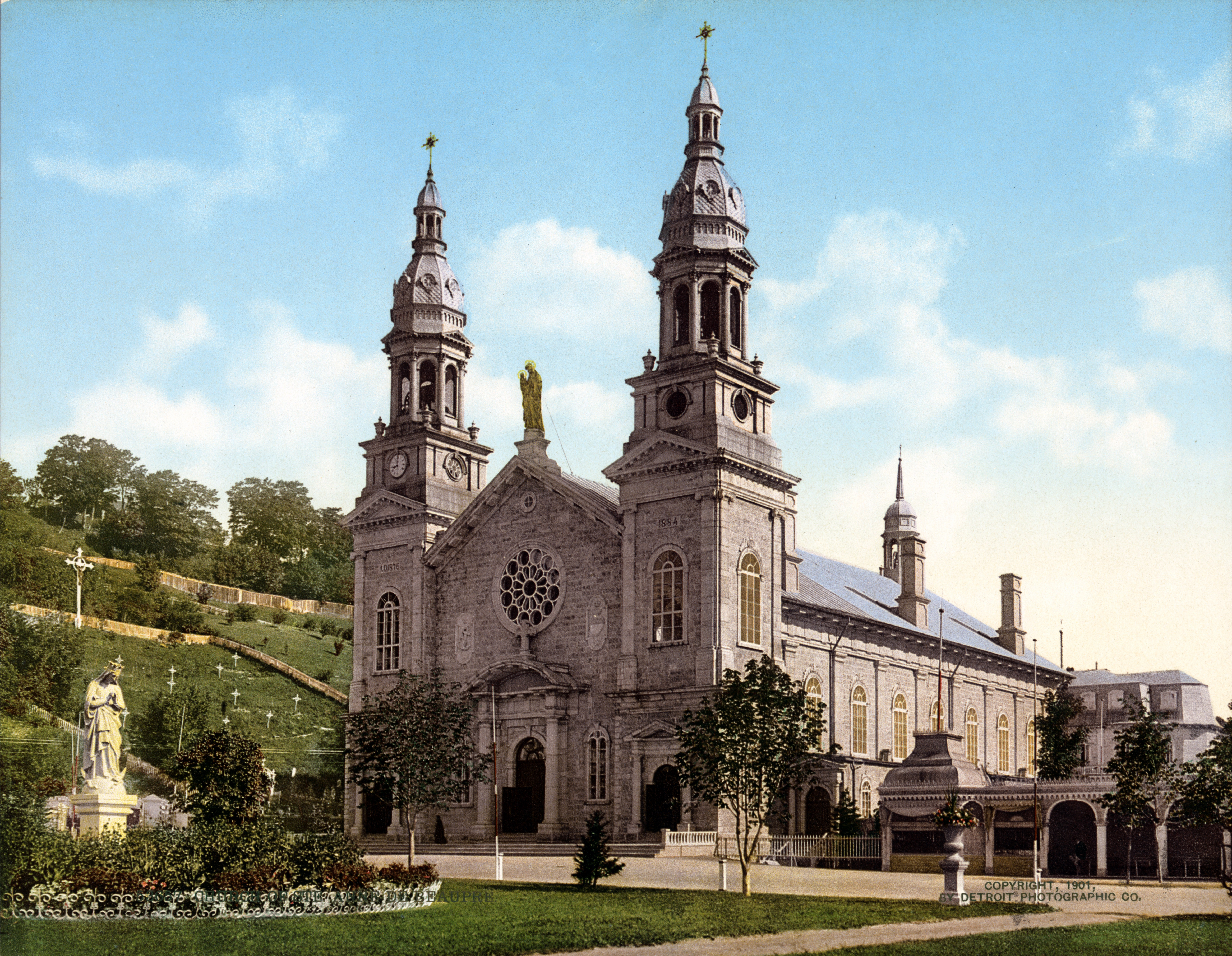
Die Vorgänger-Kirche, Photochrom-Druck 1901

Der Wallfahrtsort bestand ursprünglich aus einer 1658 erbauten Kapelle mit einem Schrein, mit der man die Heilige Anna ehrte. Seit ihrer Gründung wurden diesem Ort mehrere Wunder und Heilungen zugesprochen. Eine zweite Kapelle aus Stein und Holz wurde zwischen 1661 und 1676 errichtet. Ein dritter Sakralbau aus Stein kam 1676 hinzu, der 1876 durch eine Basilika ersetzt wurde. Diese erhielt am 28. Januar 1887 durch Papst Leo XIII. den Titel einer Basilica minor. Die alte Kirche wurde 1878 abgerissen.
Am 29. März 1922 zerstörte ein Brand diese ursprüngliche Basilika. Sie wurde durch den heutigen Bau im neugotischen Stil ersetzt, der 1926 fertiggestellt wurde. Der Erzbischof von Québec Maurice Roy segnete die Kirche am 4. Juli 1976. Papst Johannes Paul II. besuchte am 10. September 1984 den Schrein der Heiligen Anna.
Am 28. Juli 2022 besuchte Papst Franziskus bei seiner Kanada-Reise das Nationalheiligtum Sainte-Anne-de-Beaupré. Er feierte in der Basilika mit 1600 Gläubigen die heiligen Messe. Zugegen waren viele Angehörige der First Nations, darunter der Abitibiwinni, Anisnabe, Atikamekw von Manawan, Sitansisk, Naskapie, Pessamit, Wendat Huronen und Wolastoqiyik, außerdem der kanadische Premierminister Justin Trudeau sowie der Premierminister von Québec, François Legault.

## Maße der Basilika

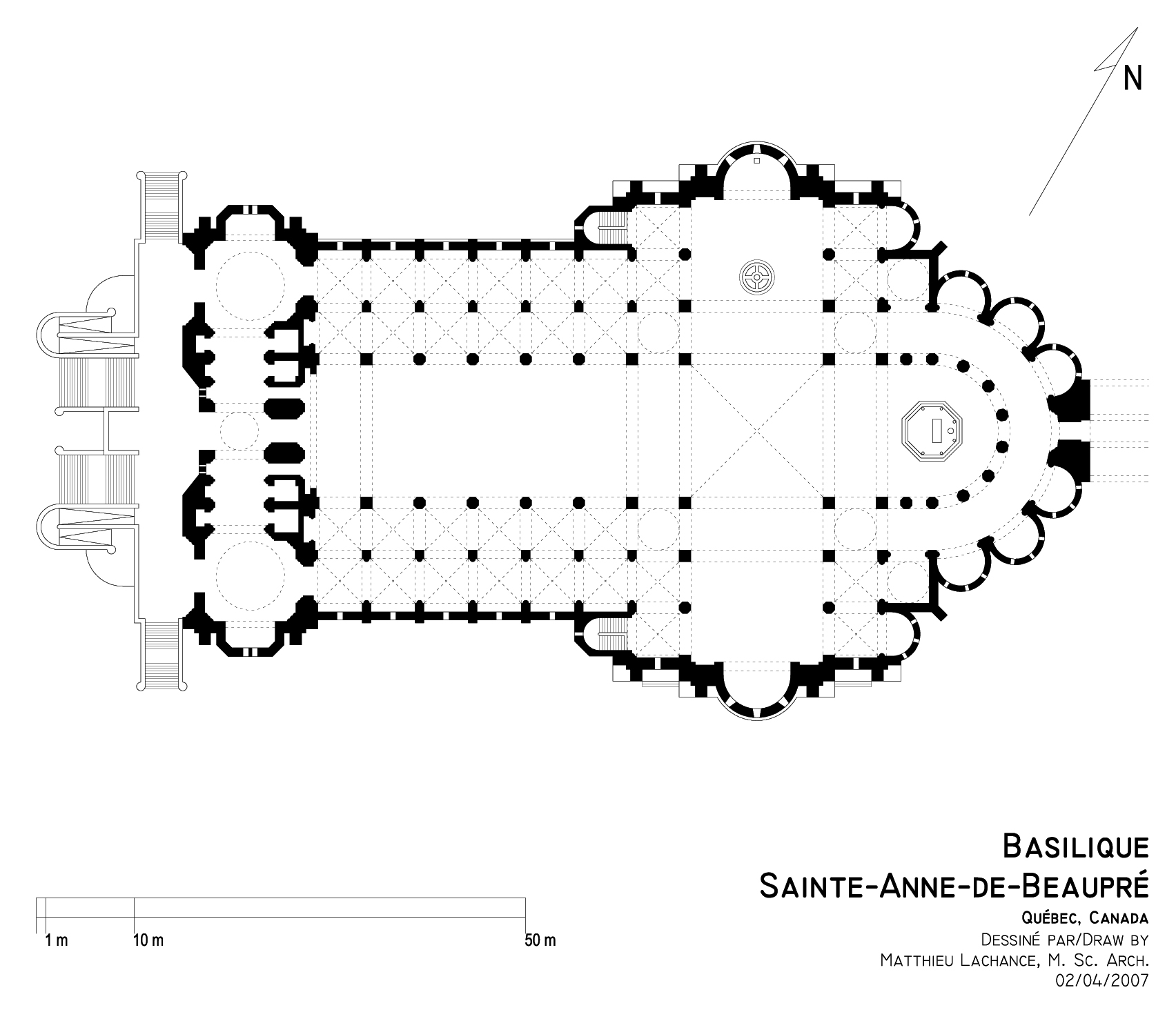
Risszeichnung der Basilika

- Höhe des Kirchturms: 91 Meter
- Gesamtlänge: 105 Meter
- Querschnittsbreite: 61 Meter
- Fassadenbreite: 48 Meter

## Orgel
Die große Orgel auf der Tribüne wurde 1945 von der kanadischen Orgelbaufirma Casavant Frères (frz.: Gebrüder Casavant) errichtet, und 1986 von dem Orgelbauer Marcel Bertrand restauriert. Das Instrument hat 44 Register auf drei Manualwerken und Pedal. Die Spiel- und Registertrakturen sind elektro-pneumatisch.
| I Grand Orgue C–c4 |     |
| Montre             | 16′ |
| Montre             | 8′  |
| Flûte harmonique   | 8′  |
| Prestant           | 4′  |
| Flûte bouchée      | 2′  |
| Doublette          | 2′  |
| Fourniture IV      |     |
| Cymbale III        |     |
| Cornet V           |     |
| Trompette          | 8′  |
| Clairon            | 4′  |

| II Récit expressif C–c4 |     |
| Bourdon                 | 16′ |
| Principal               | 8′  |
| Bourdon                 | 8′  |
| Viole de gambe          | 8′  |
| Octave                  | 4′  |
| Flûte en bois           | 4′  |
| Octavin                 | 2′  |
| Mixture V               |     |
| Sesquialtera III        |     |
| Trompette               | 8′  |
| Hautbois                | 8′  |
| Voix humaine            | 8′  |
| Tremblant               |     |

| III Positif C–c4 |        |
| Principal        | 8′     |
| Bourdon          | 8′     |
| Prestant         | 4′     |
| Nasard           | 2 ⁄3′  |
| Quarte de nasard | 2′     |
| Octave           | 2′     |
| Tierce           | 1 3⁄5′ |
| Larigot          | 1 ⁄3′  |
| Fourniture IV    |        |
| Cymbale III      |        |
| Cromorne         | 8′     |
| Tremblant        |        |

| Pédale C–g1     |         |
| Contrebasse     | 16′     |
| Soubasse        | 16′     |
| Quinte          | 10 2⁄3′ |
| Principal       | 8′      |
| Bourdon         | 8′      |
| Basse de choral | 4′      |
| Plein-Jeu IV    |         |
| Bombarde        | 16′     |
| Trompette       | 8′      |
| Clairon         | 4′      |